# Wenden (Arizona)
Wenden és una concentració de població designada pel cens del Comtat de La Paz a l'estat d'Arizona (Estats Units d'Amèrica).

## Demografia
Segons el cens del 2000 Wenden tenia 556 habitants, 207 habitatges, i 150 famílies La densitat de població era de 14,5 habitants/km².
Dels 207 habitatges en un 28,5% hi vivien nens de menys de 18 anys, en un 58% hi vivien parelles casades, en un 8,2% dones solteres, i en un 27,5% no eren unitats familiars. En el 21,7% dels habitatges hi vivien persones soles el 17,4% de les quals corresponia a persones de 65 anys o més que vivien soles. El nombre mitjà de persones vivint en cada habitatge era de 2,69 i el nombre mitjà de persones que vivien en cada família era de 3,15.
Per edats la població es repartia de la següent manera: un 29,5% tenia menys de 18 anys, un 5,9% entre 18 i 24, un 22,3% entre 25 i 44, un 19,6% de 45 a 60 i un 22,7% 65 anys o més.
L'edat mediana era de 39 anys. Per cada 100 dones de 18 o més anys hi havia 101 homes.
La renda mediana per habitatge era de 20.870 $ i la renda mediana per família de 25.208 $. Els homes tenien una renda mediana de 27.153 $ mentre que les dones 15.500 $. La renda per capita de la població era d'11.674 $. Aproximadament el 25,1% de les famílies i el 31,2% de la població estaven per davall del llindar de pobresa.

## Poblacions properes
El següent diagrama mostra les poblacions més properes.